# Startspannungsimpuls

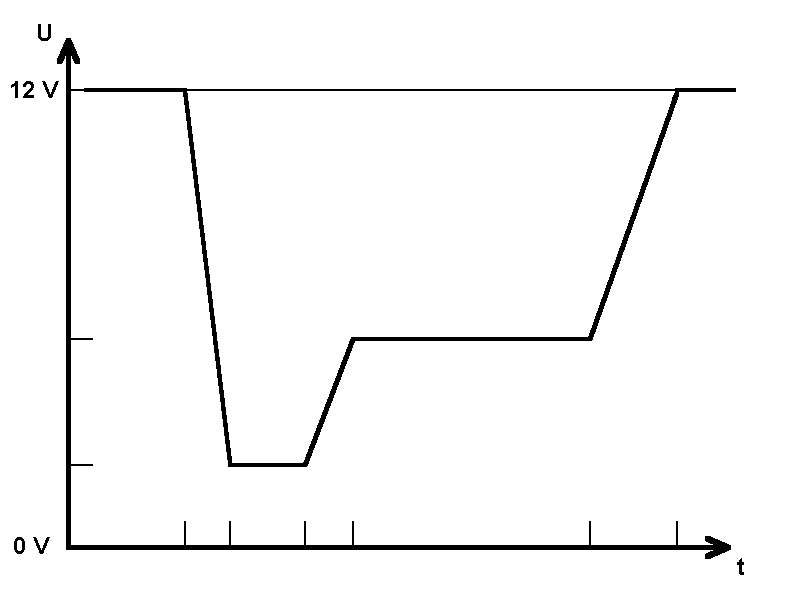
Prinzipieller Verlauf eines Startspannungsimpulses

Der Startspannungsimpuls ist ein Spannungseinbruch am Innenwiderstand einer Starterbatterie während des Startvorgangs.

## Entstehung
Wenn der Startermotor eingeschaltet wird, entsteht während der Zeit, in der die Trägheitsmomente des zu startenden Motors überwunden werden, ein hoher Stromimpuls, der mehr als 1000 A betragen kann. Sobald sich der Motor dreht, entwickelt er eine generatorisch erzeugte elektromotorische Kraft, die den Einschaltstrom wieder reduziert. Dieser Stromimpuls erzeugt am Innenwiderstand der Batterie einen entsprechenden Spannungseinbruch, den so genannten Startspannungsimpuls, der die Netzspannung je nach Zustand der Batterie bis auf Werte von 6 bis 4 Volt einbrechen lassen kann.